# Џерси Вилиџ (Тексас)
Џерси Вилиџ (енгл. Jersey Village) град је у америчкој савезној држави Тексас. По попису становништва из 2010. у њему је живело 7.620 становника.

## Демографија
Према попису становништва из 2010. у граду је живело 7.620 становника, што је 740 (10,8%) становника више него 2000. године.
| Група             | 2000.         | 2010.         |
| Белци             | 5.635 (81,9%) | 5.096 (66,9%) |
| Афроамериканци    | 280 (4,1%)    | 631 (8,3%)    |
| Азијати           | 350 (5,1%)    | 663 (8,7%)    |
| Хиспаноамериканци | 499 (7,3%)    | 1.109 (14,6%) |
| Укупно            | 6.880         | 7.620         |